# Allonais paraguayensis
Allonais paraguayensis är en ringmaskart som först beskrevs av Wilhelm Michaelsen 1905.  Allonais paraguayensis ingår i släktet Allonais och familjen glattmaskar. Inga underarter finns listade i Catalogue of Life.